# Casey Dumont
Casey Narelle Dumont (* 25. Januar 1992 in Liverpool City, Sydney) ist eine australische Fußballspielerin auf der Position der Torhüterin, die seit 2023 Australien Rules Football spielt.

## Werdegang
Casey Dumont wurde in einem Vorort von Sydney geboren, wuchs aber in der Region Gold Coast in Queensland auf, wo sie die Palm Beach Currumbin State High School absolvierte. Während einer längeren Verletzungsphase absolvierte sie an der Griffith University in Brisbane eine Ausbildung zur Krankenschwester, die sie 2013 erfolgreich abschloss.

### Vereine
Mit dem Fußballspielen fing sie im Alter von elf Jahren an. In Queensland spielte sie zuerst für den Robina City SC, einem 1992 gegründeten Verein aus einem Vorort von Goald Coast.
Mit Brisbane Roar gewann sie zweimal das Finale der W-League, der höchsten Liga im australischen Frauenfußball: im Januar 2009 und im Februar 2011. In der Saison 2019/20 erhielt sie einen PFA Award als beste Torhüterin der Saison. Seit 2023 spielt sie Australian Rules Football für den Hawthorn Football Club.

### Nationalmannschaft
Bei der Frauenweltmeisterschaft 2011 in Deutschland war sie Ersatztorhüterin und kam nicht zum Einsatz. Das erste ihrer drei Länderspiele für die australische Frauennationalmannschaft hatte sie am 12. Februar 2015 bei einem Freundschaftsspiel gegen Neuseeland. Bei den Olympischen Sommerspielen 2016 in Rio de Janeiro gehörte sie zum erweiterten Kader.

## Erfolge
- Januar 2009: Gewinn des Grand Finals der W-League mit Brisbane Roar
- Februar 2011: Gewinn des Grand Finals der W-League mit Brisbane Roar
- Saison 2019/20: PFA Award als beste Torhüterin der W-League
- Saison 2021/22: A-League Women Golden Glove